# Porcușor de nisip
Porcușorul de nisip sau porconul,  petrocul (Romanogobio kesslerii) este un pește dulcicol bentopelagic, de 7–11 cm (maximal 15 cm) lungime, din familia ciprinidelor, care trăiește în cursul mijlociu al râurilor de deal și șes din Europa: Nistrul și cea mai mare parte a bazinului Dunării. Poate trăi 5 ani.

## Etimologia
Numele genului Romanogobio vine din latina, romano = român, România + gobius = porcușor, adică "porcușori din România". Numele speciei kessleri este dată în cinstea zoologului Karl Fedorovich Kessler (1815-1881).

## Denumiri populare
Porcușor de nisip, Porcon, Porcănel, Boțog, Cui, Pește pistriț, Pistriț, Petrișor, Văcar, Chetrar, Petroc.

## Distribuția geografică
Europa: Nistru și afluenții bazinului inferior și mijlociu al Dunării (bazinul Mării Negre); bazinul superior al Vistulei din Polonia (Bazinul Mării Baltice). Specia este întâlnită în următoarele țări: Austria, Bosnia și Herțegovina, Bulgaria, Croația, Republica Cehă, Ungaria, Macedonia, fosta Republică Iugoslavă, Republica Moldova, Polonia, România, Serbia, Slovacia, Slovenia, Ucraina.
În România a fost identificat și studiat amănunțit de Bănărescu și este răspândit în numeroase râuri: Tur, Someș, Someșul Mare, Someșul Mic, Crișul Repede, Crișul Negru, Mureș, Cerna, Olt, Siret, Moldova, Bistrița Moldovenească, Trotuș, Arieș, Târnava Mare, Beriu, Strei, Bega, Timiș, Râul Brezii în Făgăraș, Sâmbăta, Ialomița, Suceava, Dâmbovița, Crasna, Prut etc. În Dunărea propriu zisă pare a fi absent, a fost întâlnit numai lângă Oltenița.
În Republica Moldova se găsește în Prut și cursul de mijloc și inferior al Nistrului și gurile afluenților lui.

## Habitatul și comportamentul
Trăiește în cursul mijlociu și superior al râurilor de deal și șes în zona scobarului și a mrenei, cu ape relativ rapid curgătoare acolo unde apa atinge o viteză de 45–60 m/sec, rar până la 90 cm/s.
Preferă apele puțin adânci, limpezi și bine oxigenate din cursul mijlociu al râurilor cu fund nisipos sau cele cu prundiș și nisip, prundiș cu argilă sau pietros. În cursul superior al râurilor este mai rar și se întâlnesc aproape numai peștii adulți. Niciodată nu intra în regiunile mocirloase ale râului.
Porcușorul de nisip trăiește în cârduri mari de câteva sute de exemplare, stă nemișcat pe fundul apei, ducând o viață sedentară. În epoca reproducerii face migrații scurte. Mai puțin fotofob decât alte specii ale genului Romanogobio, este mai activ în amurg sau în zilele înnorate, dar și în timpul zilei.

## Descrierea
Lungimea obișnuită 6–11 cm, maximal 16 cm. Femelele sunt mai mari. Poate trăi 5 ani. Porcușorul de nisip se aseamănă mult cu porcușorul de vad (Romanogobio uranoscopus). Spre deosebire de acesta are botul și mustățile mai scurte și opt radii ramificate în înotătoarea dorsală.
Formula înotătoarelor: înotătoarea dorsală: III, 8 (9); înotătoarea anală: II (III), (5) 6 (7—8); înotătoarele ventrale: I, 7; înotătoarele pectorale: I, 13-15 (16); pe linia laterală  39-42 solzi. Dinți faringieni 3.5-5.3 (2.5-5.2 sau 2.5-5.3).  Spini branhiali 1-2. Vertebre 36.
Corpul alungit, fusiform, gros, de înălțime mică, slab comprimat lateral, cilindric în secțiune transversală, acoperit cu solzi destul de mari, mai mari decât la restul porcușorilor, persistenți. Gâtul (istmul) și pieptul este lipsit de solzi, iar suprafața goală este limitată posterior de o linie ce unește extremitățile posterioare ale bazelor înotătoarelor pectorale; uneori, această linie prezintă un unghi, cu vârful îndreptat înapoi. Pe solzii de pe spate sunt 3-5 striuri epiteliale longitudinale în relief. Trei rânduri de solzi între linia laterală și originea înotătoarelor ventrale. Solzii de pe linia laterală sunt mai înalți decât lungi. Înălțimea maximă a corpului intră de 5,7-6,8 ori în lungimea acestuia; înălțimea minimă de 3,1-3,3 ori în lungimea pedunculului caudal.
Pedunculul caudal este cilindric, gros, relativ lung și scund, necomprimat lateral. Pedunculul codal reprezintă 23-24% din lungimea corpului, grosimea lui, la baza analei, este mai mare ca înălțimea lui minimă.
Capul mijlociu și lung, lungimea lui fiind cuprinsă de 3,8-4,2 ori în lungimea corpului; botul alungit și subțire, mai ascuțit decât la alți porcușori, lungimea lui intrând de 2,1-2,4 ori în lungimea capului. Gura inferioară, orizontală; buza inferioară întreruptă la mijloc. Dinții faringieni dispuși pe două rânduri, terminați într-un croșet evident. La colțurile gurii se găsește câte o mustață lungă, care ajunge rar până la marginea posterioară a preoperculului; ea se cuprind de 2,2-2,6 (2,8) ori în lungimea capului. Ochiul mare, eliptic; diametrul lui se cuprinde de 1,4-1,9 (2,0) ori în lungimea botului, de 4,5-5,0 ori în lungimea capului și mai mic decât spațiul interorbitar, formând 5,6% din lungimea corpului. Spinii branhiali scurți, rari.
Orificiul anal este situat la mijloc, mai aproape de baza înotătoarei ventrale decât de înotătoarea anală, uneori la egală distanță. Înotătoarele mai mari decât la alți pești ai genului Romanogobio. Înotătoarea dorsală scurtă, cu 3 radii neramificate și 8-9 radii ramificate, începe puțin înaintea bazei înotătoarei ventrale. Înotătoarea anală scurtă, cu 5-8 radii ramificate. Începutul înotătoarei anale mai aproape de începutul înotătoarei ventrale decât de baza înotătoarei caudale. Înotătoarea caudală este bifurcată, cu lobii aproape egali.

## Colorația
Spatele cenușiu-albăstrui, cenușiu-închis, galben-cenușiu, brun-închis sau brun-verzui cu mici pete mai întunecate.  Flancurile cenușii-argintate, galben-cafenii, galbene sau argintie cu reflexe albăstrui și cu 6-11 (obișnuit 7-9) pete mari, întunecate brune sau cenușii-argintii, rotunde sau alungite în sensul longitudinal sau pătrate; ele se contopesc, uneori, într-o singură dungă în lungul liniei laterale.  Abdomenul e de culoare albă.
Solzii din lungul liniei laterale au câte un punct negru deasupra, iar altul dedesubtul liniei laterale.
Înotătoarele dorsală, pectorale și caudală cu pete negre sau brun-negricioase difuze, dispuse în linii transversale. Înotătoarele ventrale și anală palide, fără pete.

## Dimorfismul sexual
Dimorfismul sexual nu este evident.

## Hrana
Hrana consta din mici nevertebrate psamofile: insecte acvatice și larvele lor, crustacee copepode și gamaride, moluște, viermi; larve și icre a altor pești. Consumă și detritus organic de origine animală sau vegetală, alge unicelulare, din grupa diatomeelor.

## Reproducerea
Maturitatea sexuală este atinsă în al doilea sau al treilea an. Perioada de depunere a icrelor durează de la sfârșitul primăverii până în septembrie (de obicei în iunie), în funcție de climă și de debitul râurilor.
Cârdurile de pești reproducători se deplasează în apele de suprafață în perioada de depunere a icrelor, situate în zone bine oxigenate, uneori, doar la câțiva centimetri adâncime. Icrele sunt depuse de femelele în mai multe cicluri.
După fecundare icrele sunt transportate de curent în jos spre fund și aderă la pietre sau alte elemente ale substratului cu filamentele lor adezive. Icrele rămân atașate de suport până la ecloziune, care are loc în aproximativ 7-10 zile.

## Paraziți și răpitori
Specia este afectată de boli virale și paraziți. Dintre paraziți predomină trematodele, cestodele și helminții și diverse specii de fungi. Printre principalii prădători sunt diferite specii de pești, păsări piscivore și șerpi acvatici.

## Importanța economică
Specia are o valoare economică sau sportivă modestă și locală. Carnea porcușorului este osoasă dar foarte gustoasă și îndulcește mult ciorba fiind apreciată de pescarii locali. În unele țări din Europa de Est este comercializată pe piețele de pește și este consumată prăjita sau conservată.

## Starea de conservare
Specia este încă relativ comună și abundentă în mare parte din arealul său de distribuție. La nivel local există populații amenințate de poluare, mai ales de deversările de ape reziduale de origine organică, și de schimbările de mediu, cum ar fi modificarea albiilor, crearea de obstacole în calea migrației (baraje, diguri) și retragerea excesivă a apei în timpul perioadelor cu debit scăzut.
În România și Republica Moldova este o specie rară și pe alocuri vulnerabilă cu declin numeric continuu.
În România au fost desemnate mai multe situri pentru conservare porcușorului de nisip : Balta Mică a Brăilei, Brațul Măcin, Canaralele Dunării, Cheile Nerei-Beușnița, Comana, Corabia-Turnu Măgurele, Crișul Alb, Crișul Alb între Gurahonț și Ineu, Crișul Negru, Defileul Crișului Alb, Defileul Crișului Negru, Defileul Mureșului, Delta Dunării, Dunărea la Gârla Mare – Maglavit, Lunca Buzăului, Lunca Inferioară a Crișului Repede, Lunca Joasă a Prutului, Lunca Mijlocie a Argeșului, Lunca Mureșului Inferior, Lunca Râului Doamnei, Lunca Siretului Inferior, Lunca Timișului, Oltenița-Mostiștea-Chiciu, Oltul Mijlociu-Cibin-Hârtibaciu, Oltul Superior, Râpa Lechința, Râul Motru, Râul Mureș între Lipova și Păuliș, Râul Mureș între Brănișca și Ilia, Râul Mureș între Iernuțeni și Periș, Râul Mureș între Morești și Ogra, Râul Prut, Râul Putna, Râul Suceava, Râul Târnava Mare între Copșa Mică și Mihalț, Râul Tur, Râul Vedea, Semenic-Cheile Carașului, Sighișoara-Târnava Mare, Siretul Mijlociu-Bucecea, Someșul Mare, Someșul Mic, Șieu-Budac, Tisa Superioară, Valea Oltețului.